# Simone Pasa
Simone Pasa (Montebelluna, 21 januari 1994) is een Italiaans voetballer die bij voorkeur als centrale verdediger speelt. Hij stroomde in 2012 door vanuit de jeugd van Internazionale.

## Clubcarrière
Pasa debuteerde voor Internazionale op 6 december 2012, in de Europa League tegen Neftçi Bakoe. Hij speelde 90 minuten.

## Interlandcarrière
Pasa kwam uit voor Italië -16, Italië -17, Italië -18 en Italië -19. In Italië -19 vormde hij centraal achterin een duo met Alessio Romagnoli.